# Moneta (Iowa)
Pour les articles homonymes, voir Moneta (homonymie).
Moneta est une communauté non constituée en municipalité du comté d'O'Brien, en Iowa, aux États-Unis.

## Histoire
Elle est fondée en 1901 et est incorporée en tant que ville, le 16 février 1903.
Moneta compte une population de 130 habitants, dans les années 1920. Moneta est supposé être le nom poétique d'Anglesey.
En octobre 1996, la ville ne compte plus que 36 habitants. Après un vote municipal, la ville est désincorporée pour devenir une communauté non constituée en municipalité,. Elle est ainsi la première ville du comté mais aussi du nord de l'Iowa, à être désincorporée.

## Source de la traduction
- (en) Cet article est partiellement ou en totalité issu de l’article de Wikipédia en anglais intitulé « Moneta, Iowa » (voir la liste des auteurs).